# Pozo del Molle
Pozo del Molle é um município da província de Córdova, na Argentina.